# Бондаренко Дмитро Вікторович (футболіст)
Дмитро Вікторович Бондаренко (нар. 10 березня 1999) — український футболіст, півзахисник херсонського «Кристалу».

## Життєпис
Вихованець київського РВУФК, в якому навчався до 2016 року. Напередодні старту сезону 2016/17 років перейшов до «Олександрії», у складі молодіжної команди якої зіграв 1 матч (15 жовтня 2016 року проти кам'янської «Сталі»). Наприкінці лютого 2017 року перейшов в «Енергію». У футболці новокаховського клубу дебютував 25 березня 2017 року в нічийглму (0:0) домашньому поєдинку 22-го туру групи Б Другої ліги проти одеського «Реал Фарма». Дмитро вийшов на поле на 74-й хвилині, замінивши Дмитра Волкова. В «Енергії» провів півтора сезони, за цей час зіграв 25 матчів у Другій лізі. Сезон 2018/19 років розпочав у «Таврії», за яку провів 1 поєдинок у Другій лізі (15 вересня 2018 року вийшов на поле в кінцівці матчу проти «Реал Фарма»). Наприкінці січня 2019 року через заборгованості по заробітній платі залишив «Таврію» та планував приєднатися до «Миколаєва-2». Проте перехід так і не відбувся.
Натомість, у липні 2019 року підписав контракт з «Кристалом». У футболці херсонського колективу дебютував 27 липня 2019 року в переможному (2:0) домашньому поєдинку 1-го туру групи Б Другої ліги проти сімферопольської «Таврії». Бондаренко вийшов на поле на 76-й хвилині, заміивши Віталія Кірєєва. Дебютним голом за «Кристал» відзначився 31 серпня 2019 року на 17-й хвилині переможного (7:1) виїзного поєдинку 6-го туру групи Б Другої ліги проти «Миколаєва-2». Дмитро вийшов на поле в стартовому складі та відіграв увесь матч.